# 黒島亀人
黒島 亀人（くろしま かめと、1893年（明治26年）10月10日 - 1965年（昭和40年）10月20日）は、日本の海軍軍人。海兵44期卒業。最終階級は海軍少将。戦時中に特攻作戦を考案しその推進に強く関与した。自身は終戦後その証拠隠滅を図り生きながらえた。

## 生涯
1893年（明治26年）10月10日、広島県安芸郡（現呉市）吉浦町で石工の亀太郎の息子として生まれる。亀人が3歳のとき、実父は出稼ぎに行ったロシアで急死し、実母ミネは離縁されて実家に帰った。亀人は石工・鍛冶屋の叔父・黒島重郎の養子となる。
小学校を卒業後は、呉市の海城中学の夜間部に通っていたが、広島市の私立明道中学の4年に編入した。昼は養父の仕事を手伝い、夜は学校に通った。勤勉で頭もよかったが、風変わりと陰口も叩かれていた。養父母は黒島が医者になることを希望したが、亀人は一生官吏として生活できる軍人になるために海軍兵学校の受験を選んだ。1913年（大正2年）9月3日、海軍兵学校44期に100人中60番の成績で入学。海兵時代は禅・宗教・哲学に熱中していた。1916年（大正5年）11月22日、95名中34番の成績で卒業、少尉候補生。練習艦隊「常磐」に乗組、近海航海に出発し、1917年（大正6年）3月3日に帰着。4月5日、練習艦隊で遠洋航海に出発し、8月17日に帰着。戦艦「山城」乗組。12月、少尉任官。1918年（大正7年）7月2日亀人が大切に慕っていた養母ミツが腸チフスで死去。亀人は乗艦である「山城」から病院に急行、面会禁止の規制を無視して看病をおこなっていた。11月9日、装甲巡洋艦「八雲」乗組。
1919年（大正8年）12月1日、中尉進級し、海軍水雷学校普通科学生拝命。1920年（大正9年）5月31日、海軍砲術学校普通科学生。1921年（大正10年）12月1日、巡洋戦艦「金剛」分隊長心得。1922年（大正11年）12月、大尉進級し、海軍砲術学校高等科学生。1923年（大正12年）12月1日、卒業し、駆逐艦「波風」乗組。1925年（大正14年）7月、広島市西条町の旅館「大正館」の長女・森マツノと結婚。12月1日、砲術学校教官。
1926年（大正15年）12月1日、海軍大学校（甲種26期）に入校し、1928年（昭和3年）12月に卒業。海軍少佐。第二遣外艦隊参謀。1929年（昭和4年）11月30日、戦艦「陸奥」副砲術長。「鉄砲屋」としてのコースを歩む。1930年（昭和5年）12月1日、佐世保海兵団分隊長。1931年（昭和6年）11月2日、重巡洋艦「羽黒」砲術長。妙高型重巡洋艦の主砲命中率向上に成功する。1932年（昭和7年）11月15日、重巡洋艦「愛宕」砲術長。
1933年（昭和8年）11月15日、海軍省軍務局一課局員。兼海軍技術会議議員。1934年（昭和9年）11月15日、中佐。
1937年（昭和12年）3月10日、第四戦隊首席参謀として重巡洋艦「足柄」乗艦。5月、イギリスで行われたジョージ6世戴冠記念観艦式に参加する。その帰途である5月25日から31日、ドイツのキール軍港に停泊、総統官邸を訪問してドイツ鷲勲章一等功労十字章を受領した。7月15日、軍令部出仕。7月28日、第九戦隊参謀。11月20日、第二艦隊首席参謀。
1938年（昭和13年）11月15日、大佐。12月20日、海大教官。戦略の講義内容は太平洋戦争初期の作戦についてであった。

### 連合艦隊首席参謀

#### 南方作戦
1939年（昭和14年）10月20日、連合艦隊兼第一艦隊首席（先任）参謀（1941年（昭和16年）8月11日免兼）。周囲は先任参謀に引っ掛け「変人参謀」、「仙人参謀」と呼んだ。また、容貌から「ガンジー」、あるいは秋山真之（日露戦争で活躍した奇人の参謀）の再来と評する者もいた。GHQ戦史室長ゴードン・ウィリアム・プランゲは、黒島を「精力的な思索家」「山本の牧羊犬」と評した。黒島は禿頭で実際の年齢よりも老けて見えたため、連合艦隊司令長官山本五十六大将と同宿した時、旅館の女中が山本より9歳年下の黒島を長官と思い込み対応したこともあったほどだったという。
実戦経験が少なく、艦長経験もない黒島を首席参謀にしたことには批判もあったが、山本五十六は、黒島の才能を高く買っており、他の参謀とは違う観点から意見をのべる黒島を重用して、戦死するまでの4年間手元に置いていた。山本は「黒島は人の考えが及ばぬところ気づかぬところに着眼して深く研究する。奇想天外なところもある。しかもそれを直言してはばからない美点がある。こういう人がいなければ天下の大事なせぬ。だから手放さない」と語っている。また、山本は参謀長の宇垣纏を遠ざけており、参謀長を経由せず、首席参謀の黒島に指示を出したことで、連合艦隊司令部は黒島と戦務参謀の渡辺安次中佐が影響力を持つことになった。
1941年（昭和15年）、山本は、第十一航空艦隊参謀長・大西瀧治郎に真珠湾作戦の航空攻撃案の作成を極秘に依頼して原案を作成、山本はそれを黒島ら自分の幕僚に提示してさらに検討させた。黒島は全体の成案を練るため、旗艦「長門」の自室に素っ裸でこもり、食事も取らず風呂にも入らず、ひたすらタバコを吸いながら没頭した。1941年（昭和16年）10月19日、黒島ら参謀は軍令部に真珠湾攻撃決行の同意を取り付けのために派遣され、「山本長官はハワイ作戦を職を賭しても断行すると主張しておられる。もし、この案が容れられなければ、皇国の防衛に対し責任が持てないと伝えよと言われた。長官はその職を辞するほかない。われわれ全幕僚も同様である」と切り出し説得に成功した。
12月8日、真珠湾攻撃に成功。連合艦隊司令部では、黒島ら幕僚が山本に第一航空艦隊にさらなる反復攻撃の命令をすべきと意見具申したが、山本長官は「南雲はやらんだろう」「機動部隊指揮官（南雲）に任せよう」と言い、参謀長・宇垣纏も今から下令しても時機を失し攻撃が翌朝になると反対した。第一航空艦隊長官・南雲忠一もさらなる攻撃は行わなかった。
1942年（昭和17年）3月、連合艦隊作戦参謀・三和義勇大佐から第四艦隊を航空艦隊にする改組案が提出されたが、それを受けた黒島は却下した。三和は日記に、黒島は天才、自分はその潤滑油のようになろうと残している。
4月1日、連合艦隊司令部では黒島と渡辺安次参謀を中心に山本の望むハワイ攻略をにらんだミッドウェー島攻略作戦が独自に作成され、早く認めさせるため大本営の望むFS作戦を組み入れてまとめられた。連戦連勝の驕りから成功を前提にスケジュールが組まれ、敵勢力を事前に調べることもしなかった。また航空関係者が不在のまま立案が進められた。FS作戦を進めたい軍令部作戦課はこれに反対したが、渡辺が協議しFS作戦に修正を加えて合意した。
5月6日から8日に行われた珊瑚海海戦では、井上成美が指揮する第五航空戦隊（空母翔鶴、瑞鶴）が主力となって戦った。アメリカは損害を受け撤退しはじめるが、日本艦隊も多数の航空機と搭乗員を失い、燃料不足もあって追撃を中止して北上した。戦線後方の黒島ら連合艦隊司令部は「第四艦隊は敗戦思想に陥っている」として参謀長の名で追撃するよう連合艦隊参謀長・宇垣纏に迫った。

#### ミッドウェー作戦
黒島らの立案したミッドウェー作戦は十余りに分けられた艦隊、船団が別の場所から異なった時間にミッドウェー島を目指すという精緻かつ複雑な作戦であった。しかし、ミッドウェー上陸の日を1942年（昭和17年）6月7日下弦の月の月出の午前0時と固定したため、作戦の柔軟性を失った。
黒島と渡辺は、事前に制空権を獲得するため、ミッドウェー基地を攻撃する実行部隊である第一航空艦隊の長官・南雲忠一と参謀長・草鹿龍之介に批判的であった。そのため、山本五十六に南雲の交代を要望したが聞き入れられなかった。
また、第一航空艦隊には敵機動部隊撃滅も命令しており、山本は、攻撃隊の半数を待機させるように南雲に指示した。しかし、黒島は命令として書き込む必要はないとしたため、命令には加えられなかった。実行部隊からは準備が間に合わないと反対の声が大きかった。黒島は、研究会で第一航空艦隊航空参謀・源田実から、「兵力を集中できるようになるまで待ち、アメリカ艦隊撃滅に重点を置くべき」と反対された。しかし、黒島は、「連合艦隊長官は一度決めた方針に邪魔が入ることを望まれない。機動部隊の主要任務は、ミッドウェー攻略支援だ」と答えた。
ミッドウェー作戦は、真珠湾に米機動部隊が在泊していることを前提としていた。そのため、連合艦隊は、真珠湾の動静確認が重要であると考え、知敵手段として潜水艦哨戒配備と二式飛行艇での敵情偵察を行うK作戦を計画したが、失敗した。この報告を受けた連合艦隊は、計画が崩れたことに何ら対策を取らなかった。戦後、黒島は、「海軍の常識からいえば、この場合の散開線構成は、西方で散開隊形を概成したのち東進して、所定配備に潜水艦をつけるべきである。ところが、私の敵情判断の間違いなどから、あんな配備のつき方を計画してしまった。そのうえ、連合艦隊の指導が至らず潜水艦の準備が遅れてしまった。また、今次作戦は連合艦隊の主兵力を使って行なう作戦であるから、潜水部隊は連合艦隊の全兵力を集中すべきであった」と語っている。K作戦の失敗によって、日本は完全に敵機動部隊の知敵手段を失ったが、黒島は「わが機動部隊は無敵で、敵を圧倒できると信じていたので、このため特別な処置は考えなかった」という。
真珠湾にいるはずである敵機動部隊の動向の情報を第一航空艦隊から機を逸せず知らせてほしいと出撃前に頼まれ、作戦の転換は連合艦隊から知らせることになっていたが、連合艦隊司令部は敵機動部隊が真珠湾を出たらしいことを察知したにもかかわらず第一航空艦隊へ伝えることを怠った。連合艦隊は5月中旬から敵通信が増加したことに気に止めなかったが、6月3日までに入手した情報から我が動静偵知し活発に動いている、警戒すべきも好ましいと考えていた。6月4日ごろには敵機動部隊が存在する兆候をつかみ、山本は「南雲艦隊に知らせるか？」と幕僚に相談したが、黒島参謀は攻撃隊の半数を迎撃に備えているはず、向こうも兆候つかんでいるだろうし、無線封止のためやめておくべきという進言で第一航空艦隊へは伝わらなかった。第一航空艦隊はそれを受けておらず黒島は戦後自分のミスであったと反省している。また連合艦隊は全部隊へ東京からの甘い状況判断を流し続けたままであった。そのため第一航空艦隊は周囲に敵機動部隊はいないものとして行動しており、攻略のための攻撃が不十分と知ると待機を指示された攻撃隊を使用した。
ミッドウェー海戦において、日本軍はミッドウェー島攻撃中に敵機動部隊から攻撃を受け、第一航空艦隊の主力空母4隻他を喪失する大敗北を喫する。第一航空艦隊が米軍艦載機の奇襲で壊滅すると、黒島ら連合艦隊司令部は、パニックに陥り、それまで山本や黒島から無視されていた参謀長・宇垣纏が事態を収拾した。黒島は、空母「赤城」が炎上しつつ沈んでいないことを知ると、米軍が鹵獲してワシントンD.C.で展示されることを恐れる一方で、「といって陛下の御艦を魚雷で沈めるのは、私にはできません」と混乱した。結局、山本が決断し、「赤城」は随伴駆逐艦の魚雷で自沈処理された。翌日の昼に、ミッドウェー島を砲撃する案を渡辺が作り、黒島はそれに同意して提出したが、山本はそれを却下した。
黒島によれば、敗退後、戦艦「大和」に報告にきた南雲艦隊のメンバーが下手なことを言おうものなら艦橋でブッタ斬ってやるような気持ちで舷梯から揚がってくる彼らを睨んでいたが、「即時待機していた半数の飛行機はどうした」という黒島の問いに、彼らはただ「すみませんでした」と謝るばかりで、連合艦隊の作戦計画や指導に触れなかったという。

#### ガダルカナル島の戦い
1942年（昭和17年）11月、第三次ソロモン海戦で、宇垣がガダルカナル島飛行場砲撃に向かう「日本軍挺身艦隊」と米艦隊が遭遇することを危惧すると、黒島は「夜になったらいつもどおり米軍は逃げる」と主張して作戦を発動した。その結果待ち構えていた米艦隊と夜間艦隊戦となり、戦艦「比叡」（第十一戦隊旗艦）が舵の故障を起こしてしまう。「比叡」を敵に捕獲されることを恐れ第十一戦隊司令官阿部弘毅中将は処分許可を山本に求めた。その自沈処分を巡って処分すべきとする山本に同意した宇垣に対し「比叡が浮いている限り輸送船団に対する攻撃を吸収する可能性がある」と黒島は反論し、最終的に山本は処分待てと命令した。
1943年（昭和18年）4月初旬、山本はい号作戦のためラバウルに行った。その際、第三艦隊長官・小沢治三郎に黒島に代わる人材の推挙を依頼し、後任に推薦したのは宮嵜俊男であった。山本は躊躇したが、小沢は奇法を案出できる人物として重ねて宮嵜を推し山本は了承した。作戦失敗が続くに連れ、黒島は山本の信頼を失い、山本は黒島の話を聞かなくなっていったという話も伝わる。山本が大勝負を好むギャンブル好きであったことから、山本は（運を）持っている人間かどうかという観点で黒島を見ていた節がある。
4月、山本の乗機が撃墜され、山本は死亡した（海軍甲事件）。黒島はたまたま腹を下して乗り合わせなかった。小沢治三郎は山本の視察計画に不安を感じ、護衛の零式艦上戦闘機を増やすよう黒島に伝えているが、結局護衛は6機しか配備されていなかった。山本が戦死したため宮嵜俊男は黒島の後任になる予定だった先任参謀の一件は流れた。
6月20日、軍令部出仕。

### 軍令部第二部長
1943年（昭和17年）7月19日、軍令部第二部部長に就任。黒島の軍令部第二部長就任が海軍特攻の採用に決定的な意義を持つことになったと見るものは多い。黒島は連合艦隊首席参謀のころからすでに同僚や軍令部の幕僚に爆装したモーターボートによる体当たり攻撃（後の特攻兵器「震洋」）の構想を語っていた。
1943年8月6日、軍備考査部会議の席で黒島は突飛意表外の方策、必死必殺の戦を行なう必要があるとし、その一例として、戦闘機による衝突撃（航空特攻）の戦法を挙げた。また、8月11日の戦備考査部会議では「第三段作戦に応ずる戦備方針」として必死必殺戦法とあいまつ不敗戦備の確立を主張する。
水陸両用戦車「特四式内火艇」を使用して潜水艦防止網を越えるために上陸した後、再び潜水して泊地にある米艦隊を攻撃する竜巻作戦を雄作戦、あ号作戦で計画したが、実現しなかった。海軍省軍務局局員・吉松田守中佐によれば、「ケゼリン来攻直後の朝六時半ごろ、黒島亀人軍令部第二部長に呼び出され、大発に魚雷を積んでリーフを越えて攻撃する案を突然言われた。黒島部長の構想は潜水艦九隻に各二隻ずつ積み奇襲作戦を実施するもので、四隻試作し甲標的の搭乗員を充当し、情島にQ基地を作り訓練を開始した」という。軍令部潜水艦担当作戦課員の藤森は「このような構想はガ島撤退の直後から従来の正攻法に対しもっと奇襲作戦を考えようというのが出発点で、防潜網を乗り越えて攻撃できないかと考えていた。十八年末ごろ、呉工廠の考案を知り特四式内火艇の実験を行ない一応の成果を得た」という。呉海軍工廠造船実験部に勤務中の堀元美技術少佐はガダルカナル島輸送作戦の戦訓から輸送用の水陸両用戦車を考案していた。これらの回想から特四式内火艇は藤森の発想をマーシャル在泊の米機動部隊攻撃のために黒島が採り上げ実験するに至ったものと推測されている。
1944年（昭和19年）2月15日、兼第四部長（8月19日免兼）。
4月4日、黒島は「作戦上急速実現を要望する兵力」と題する特攻兵器を含む各種提案を行った。内容は、飛行機増翼（民間の佐藤五郎考案、航続力増加で戦力4倍を見込むとするもの）、体当たり戦闘機、小型潜水艇（水中での戦闘機）、局地防備用可潜艇（甲標的丙型）、装甲爆破艇（震洋）、自走爆雷艇、1名速力50節航続4万米の大威力魚雷（回天）であり、軍令部で検討後、水中兵器の各種緊急実験を海軍省に要望し艦政本部は特攻兵器の特殊緊急実験を開始した。これを受けた作戦部の部長中澤佑少将は「マリアナ失陥後の新情勢に対処するには戦理上在来兵器では尋常の勝負ができないので特殊兵器の採用となった。新兵器は軍令部二部長のイニシアティブで採用となったもので、作戦部が作戦上から要求したものではなかった。第二部長は戦備の見地から特殊兵器を研究していたが、同兵器の整備には熱心で専門的に研究していたように記憶する」「作戦部は部長以下一般に特殊兵器の採用には冷淡であったが、第二部長が特攻部長（大森仙太郎）と連絡して推進していた」と証言している。
8月、大田正一発案の「桜花」が海軍省航空本部より持ち込まれると黒島はそれも承認して研究が開始された。1945年には人間機雷「伏龍」も黒島の発案で開発が始まった。
1945年（昭和20年）5月27日、軍令部出仕兼部員。11月20日予備役。

### 戦後
黒島は終戦時に宇垣纏の日記『戦藻録』の一部を勝手に処分している。『戦藻録』は、1941年（昭和16年）から1945年（昭和20年）まで、宇垣によってほぼ毎日書かれた太平洋戦争当時の連合艦隊の当事者の心の推察や作戦の内幕を知る上で貴重な資料である。しかし、1942年（昭和17年）11月から1943年（昭和18年）2月頃までの日記は欠落している。黒島は極東国際軍事裁判の証人として出廷するために借りたいと遺族から受け取り、該当部分のみ電車に置き忘れたとしているが、黒島は裁判に出廷していなかった。また、軍令部からも重要書類を借り受けて紛失させている。連合艦隊通信参謀・市来崎秀丸からも連合艦隊電令作綴を受け取り焼却処分している。何らかの保身のため、黒島にとって都合の悪い部分が書いてある箇所を処分したのではないのかと指摘されている。
戦後は、公職追放となり、顕微鏡を扱う「白樺商事」の常務となる。黒島は山本五十六の未亡人・山本礼子の厳しい生活を聞き、副社長の座を提供することで援助の手をさしのべた。
その後、麹町の広大な旧鍋島侯爵邸に住み哲学、宗教の研究に没頭した。旧友が訪ねてくると「今、俺は宇宙、人間、生命の研究をしているのだ。最近ついに『零の研究』をして悟ったよ」と言って煙に巻いた。居候していた木村邸には膨大な研究ノートが残されている。1965年（昭和40年）、肺癌のため没。享年72。その遺言は「南の島に飛行機が行く」であった。

## 演じた俳優
- 土屋嘉男 - 『連合艦隊司令長官 山本五十六』（1968年、東宝）
- 中村俊一 - 『トラ・トラ・トラ!』（1970年、20世紀フォックス）
- 椎名桔平 - 『聯合艦隊司令長官 山本五十六』（2011年、東映）[79]

## 関連文献
- 戦史叢書43巻　ミッドウェー海戦
- 戦史叢書45巻　大本営海軍部・聯合艦隊(6)第三段作戦後期
- 木俣滋郎『日本特攻艇戦史 震洋・四式肉薄撃艇の開発と戦歴』光人社、1998年8月。ISBN 4-7698-0873-9。
- 小林久三『連合艦隊作戦参謀　黒島亀人 一国の命運を分けた山本五十六と黒島亀人』光人社NF文庫、1996年5月。ISBN 4-7698-2121-2。
- ゴードン・プランゲ『トラ トラ トラ ‐太平洋戦争はこうして始まった』並木書房
- 瀬口晴義　『人間機雷　「伏龍」特攻隊』講談社
- 太平洋戦史シリーズ　第1巻　奇襲ハワイ作戦　学習研究社
- 太平洋戦史シリーズ　第4巻　ミッドウェー海戦　学習研究社
- 辻政信『THE PACIFIC WAR　太平洋戦記6　ガダルカナル』河出書房親社、1975年8月（原著1951年）。
- 豊田穣『四本の火柱　高速戦艦勇戦記』集英社
- 半藤一利『日本海軍を動かした人びと　勝海舟から山本五十六まで』力冨書房
- 半藤一利『指揮官と参謀　コンビの研究』文藝春秋
- 森史朗『運命の夜明け　真珠湾攻撃全真相』光人社
- 森本忠夫『特攻　外道の統率と人間の条件』文藝春秋
- 吉田俊雄『良い参謀、良くない参謀 8人の海軍サブリーダーを斬る！』光人社、1996年9月。ISBN 4-7698-0786-4。
- 吉田俊雄『四人の連合艦隊司令長官』文藝春秋